# Etmopterus caudistigmus
Etmopterus caudistigmus es una especie de pez de la familia Dalatiidae en el orden de los Squaliformes.

## Morfología
Los machos pueden alcanzar 31,4 cm de longitud total.

## Reproducción
Es ovovivíparo.

## Hábitat
Es un pez de mar y de aguas profundas que vive entre 638-793 m de profundidad.

## Distribución geográfica
Se encuentra en Nueva Caledonia.